# Conversion au christianisme

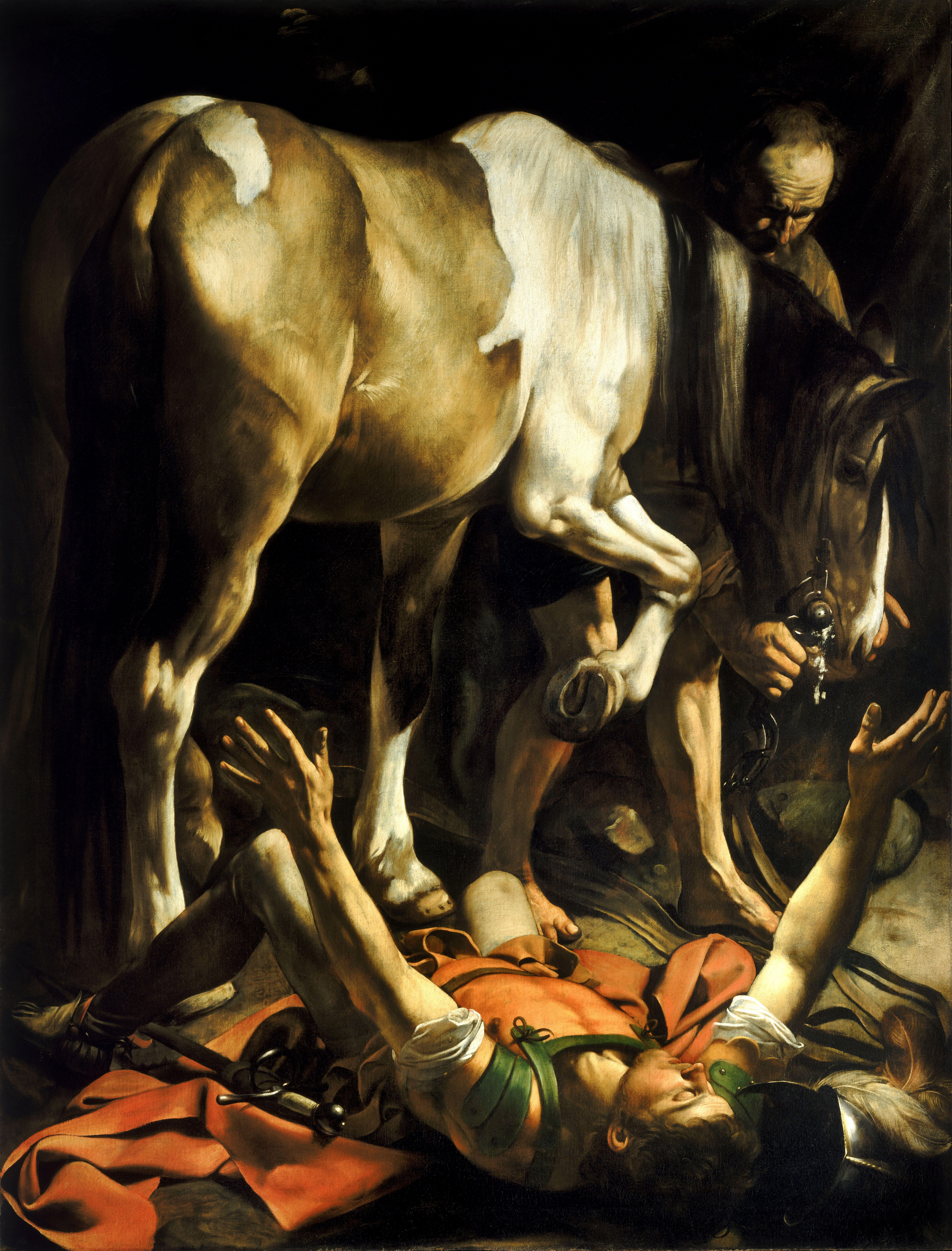
La Conversion de saint Paul par le Caravage (vers 1600).

La conversion au christianisme est le processus par lequel une personne devient chrétienne. Elle implique un repentir des péchés, une acceptation de Jésus comme sauveur et un engagement à suivre ses enseignements inspirés du Nouveau Testament.
Certaines branches du christianisme associent le rituel du baptême à la conversion, mais il peut aussi suffire d’une profession de foi publique. Une période d’étude et d'instruction religieuse précède généralement la reconnaissance publique de la conversion.
La conversion a joué un rôle important dans le christianisme dès ses débuts et la littérature chrétienne antique contient de nombreux récits de conversion,.

## Fondements bibliques
La notion de conversion est présente dans l’Ancien Testament ; les prophètes emploient le verbe hébreu choub (שוב) qui signifie « un revirement soit au sein d’une collectivité soit chez un individu », pour désigner l’acte de revenir à Dieu lorsque le peuple Lui a été infidèle. Ainsi, le mot teshouva de la même racine désigne l'acte de ce « retour » dans la repentance. Voir notamment : «  Lorsque tu [Israël] reviendras à l’Éternel ton Dieu de tout ton cœur et de toute ton âme » (Deutéronome 30,10), «  Que le méchant abandonne sa voie, et l'homme d'iniquité ses pensées ; qu'il retourne à l'Éternel, qui aura pitié de lui, à notre Dieu, qui ne se lasse pas de pardonner. » (Isaïe 55,7). Voir aussi Psaume 51,12, Ésaïe 6,10, etc.
Dans le Nouveau Testament, c’est le mot grec épistrophê (ἔπιστρoφἣ), du verbe épistré-phein signifie « se tourner en sens contraire, revenir sur ses pas, rentrer en soi-même » ; il s'agit d'opérer une conversion qui fait que l’on se dirige de nouveau vers le point dont on s’éloignait. Voir notamment :
- Lors de l’épisode du reniement de Pierre, Jésus dit à ce dernier : « Quand tu seras converti » (c’est-à-dire rentré en toi-même et inébranlable dans mon service), « affermis tes frères » (Luc 22,32). Les larmes versées par Pierre illustrent le fait que le repentir est la voie d'accès à la conversion (Matthieu 26,75).
- Dans la parabole de l'Enfant prodigue (Luc 15), Jésus nous fournit le type même de la conversion : égarement, déchéance, souffrance, repentance, d’où jaillit une décision intérieure : « Je me lèverai et j’irai vers mon Père ! »
- Dans Matthieu 18,3 (« Je vous le dis en vérité, si vous ne vous convertissez et si vous ne devenez comme les petits enfants, vous n'entrerez pas dans le royaume des cieux. »), Jésus met l’accent sur l’un des caractères essentiels de la conversion religieuse en demandant à ses disciples de renoncer à leurs ambitions égoïstes.

Au sens biblique, la conversion est donc assez éloignée de la notion d’un simple changement de système religieux, c’est un processus, au sens propre, de « retournement ». Comme l’écrit le pasteur Alexandre Westphal, « elle a pour raison d’être la déchéance de l’homme, pour mobile la conviction de péché, pour fruit la régénération ».

## Conversions célèbres

### L’apôtre Paul sur le chemin de Damas
Le chapitre 9 du livre des Actes des Apôtres rapporte la spectaculaire conversion de Saul de Tarse alors qu’il se rendait à Damas pour y dénoncer et y poursuivre les premiers chrétiens. Il est interpellé par une voix céleste que tous ses compagnons entendent et est aveuglé par une vive lumière qu’il est le seul à voir et qui le laisse aveugle. C’est un chrétien de Damas, Ananie, qui est appelé par une voix céleste à rencontrer Saul qui lui rend la vue par imposition des mains. Paul recouvre la vue puis reçoit très rapidement le baptême. Ce récit a donné lieu à l’expression « trouver son chemin de Damas » qui signifie soit se convertir au christianisme, soit avoir une révélation soudaine entraînant un changement profond.

### Augustin, l'évêque d'Hippone

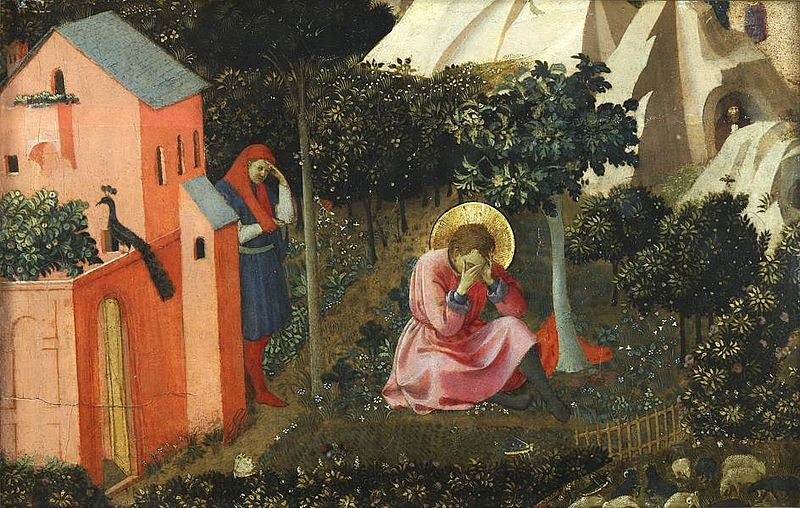
La Conversion de saint Augustin, Fra Angelico (v. 1430-1435), tempera sur bois, musée Thomas-Henry, Cherbourg.

La conversion d'Augustin est plus complexe. Le professeur en Études religieuses Darrol Bryant observe qu’elle suit un double schéma temporel : d’une part, le temps court, celui de la révélation dans le jardin de Milan, moment marqué par une forte émotion causée par son conflit intérieur. D’autre part, il y a le temps long qui remplit toute la vie d’Augustin : une vie entière de recherche et de conversion qui occupe l’ensemble des Confessions, alternant les désordres, les expériences spirituelles et les brèves illuminations de la révélation. L’originalité de la combinaison de ces trois éléments dans une même narration en fait une construction narrative archétypale qui deviendra un grand classique de la spiritualité chrétienne,.

### Débuts du christianisme
Au cours des IIe et IIIe siècles de notre ère apparaissent un grand nombre d’Actes des apôtres apocryphes, tels les Actes de Jean, de Paul, de Pierre de Thomas ou d'André, qui racontent les voyages missionnaires de ces apôtres dans le but d'attirer la sympathie de leurs lecteurs et de les inciter à se convertir à leur tour. En général, les activités des apôtres consistent en des miracles, dont des guérisons physiques et spirituelles, et en des discours qui provoquent soit conversions soit rejets. Ces rejets finissent par causer leur martyre. Par exemple, les Actes d’André, qui ont probablement été rédigés entre 150 et 200 de notre ère par un membre d'une communauté proche d’Alexandrie, racontent la conversion par André d'une femme nommée Maximilla, femme du proconsul romain Égéate, ainsi que sa servante Iphidama. Depuis que Maximilla a rencontré André, elle se refuse à son mari, passant tout son temps avec l’apôtre et son groupe de disciples. Égéate, très amoureux de sa femme, ressent cela comme une infidélité et fait crucifier André avant de se suicider. Auparavant, André a fait la connaissance du frère d'Égéate, Stratoclès, qui veut se consacrer à la philosophie. Au contact d'André, Stratoclès se convertit également au christianisme.
Cette abondante littérature chrétienne est très diffusée dans l'Antiquité autour de la Méditerranée. Les modèles présentés, notamment féminins, ont une grande force de persuasion car ils montrent que la conversion permet de surmonter la faiblesse du corps, mais aussi de l'âme (en raison des supposées faiblesses physique et de caractère que l'on prête aux femmes à cette époque). Comme l'écrit Christian Décobert, "la conversion chrétienne se raconte. Elle est un drame qui casse une vie en deux, qui dispose un avant et un après, selon une suite de séquences qui semblent défiler dans une logique serrée jusqu’à l’identification de soi et la reconnaissance du sens du monde."

### Convertis célèbres du judaïsme au catholicisme
- Théodore Ratisbonne (1802-1884), prêtre français
- Alphonse Ratisbonne (1814-1884), prêtre et missionnaire français, frère du précédent
- Edith Stein (1891-1942), religieuse carmélite allemande canonisée en 1998.
- Jean-Marie Lustiger (1926-2007), archevêque de Paris, cardinal.

### Dans la culture populaire
Dans Le Retournement, Vladimir Volkoff met en scène la conversion inattendue d'un major du KGB lors d'une visite dans une église orthodoxe. Ce chapitre du livre a donné lieu à son adaptation pour le théâtre par Robert Bourseiller. La pièce est créée en 1982 avec pour titre La conversion du major Igor Maksimovitch Popov du KGB au Théâtre Marie Stuart à Paris (mise en scène de Nicolas Peskine, le major Popov : Boudjema Boutada, le pope : Marc Ayraud). Elle est reprise en 1993 au Nouveau théâtre Mouffetard sous le titre de Retournements (mise en scène de Maurice Chevit, le major Popov : Marie-Pierre de Gerando, le pope : Michel Orphelin).

## Analyse du processus

### Point de vue de la science sociale
Le processus est provoqué, dans un contexte social et culturel particulier, par des motifs personnels qui déclenchent une crise et la recherche d’une réponse à cette crise. Les causes et les circonstances de cette rupture avec le passé ou avec sa vision du monde initiale sont diverses et cumulatives.
La deuxième phase est celle de la rencontre d’une nouvelle réalité religieuse au travers de contacts sociaux. Plusieurs études soulignent l’importance des liens affectifs avec d’autres convertis.
La troisième phase de la conversion résulte de l’interaction entre le converti potentiel et son nouveau milieu : instruction religieuse et participation aux rituels du nouveau groupe religieux, récits, appels à rompre avec ses anciennes croyances et/ou son ancienne manière de vivre. La rhétorique et le langage spécifiques au nouveau groupe religieux aident le converti à conceptualiser les changements qui accompagnent sa conversion et à se construire une nouvelle identité et de nouveaux liens affectifs. Le converti commence alors à utiliser ce même langage, incorporant ainsi dans sa vie le vocabulaire de la transformation propre au groupe et un nouveau système interprétatif du monde.

## Concepts voisins
Les concepts suivants doivent être soigneusement distingués de celui de « conversion au christianisme » :

### Prosélytisme

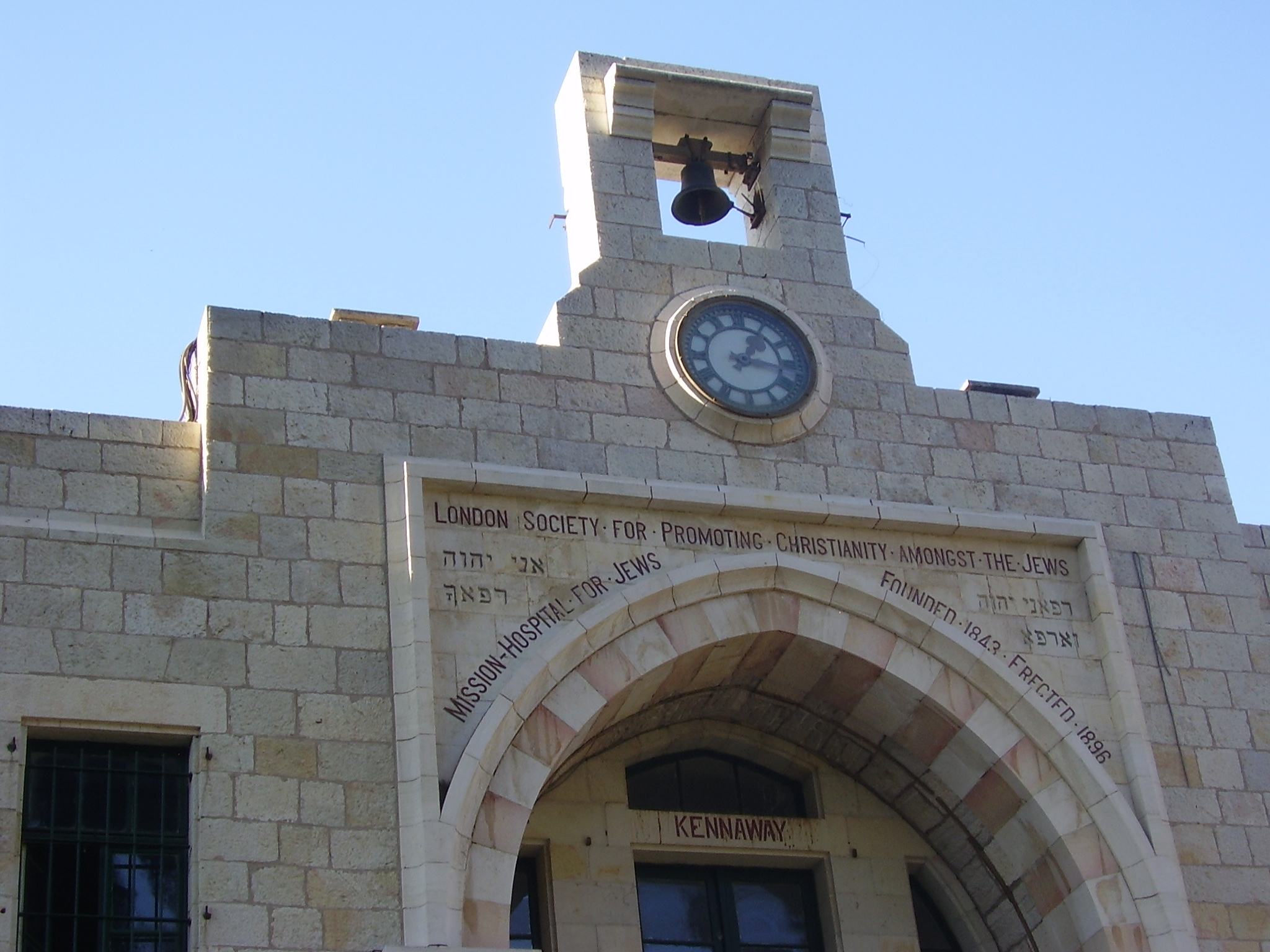
Hôpital de la mission prosélyte anglaise pour la « promotion du christianisme auprès des Juifs », fondée en 1843, Jérusalem

### Christianisation
La christianisation est un terme culturel très large qui désigne généralement une campagne organisée pour convertir massivement au christianisme une région ou une culture entière, comme ce fut notamment le cas par l'action des églises anglo-saxonnes pour la conversion des Juifs de Palestine et d'ailleurs, dès 1838 par l'Église d'Écosse, pour se conformer aux Écritures,.

### Adoption d’une culture sociale chrétienne
Il convient de faire la distinction entre la « reformulation des relations sociales, des significations culturelles et de l'expérience personnelle en termes d'idéaux chrétiens (communément acceptés ou supposés) » et la conversion.

### «Conversion» au sein de la famille chrétienne
Par un abus de langage extrêmement courant, le terme de conversion est aussi utilisé pour désigner le passage d’une branche du christianisme à une autre. Ce glissement sémantique est intervenu dans le cadre de la lutte contre les hérésies. Dès l’antiquité, certaines croyances ont été déclarées non conformes au cadre général du christianisme et ont été combattues par la prédication et l’apologétique. Au cours de l’histoire, l’Église catholique a considéré le protestantisme comme une hérésie. Le même langage de conversion est dès lors appliqué aux protestants comme aux non-chrétiens, témoin la « Prière pour la conversion des hérétiques, des infidèles et de tous les pécheurs » de Mgr Félix Dupanloup (1802-1878) ou encore la « Prière de Conversion des Protestants au Catholicisme » due à la plume de Paul Pellisson-Fontanier (1624-1693), académicien protestant qui abjura en 1670 pour un bénéfice ecclésiastique et une place d'historiographe de Louis XIV. Bossuet s’est employé à la « conversion » des protestants et a par exemple obtenu l’adhésion au catholicisme de Turenne à la fin de sa vie.